# بوآ
بوآ یک سرده از مارهای غیرسمی است که بومی منطقهٔ کارائیب، مکزیک، و آمریکای مرکزی و جنوبی است. تاکنون، چهار گونه بوآ شناسایی و ثبت شده‌اند. بوآها با کمک‌گرفتن از ماهیچه‌های قدرتمندی که دارند شکار را خفه کرده و کل بدن شکار را یک‌جا می‌بلعند و پس از آن برای هفته‌ها و گاه ماه‌ها بدون غذا به زندگی خود ادامه می‌دهند. واژهٔ ""بوآ"" در زبان لاتین، به‌معنای مار بزرگ است.

## ویژگی‌ها
به گفتهٔ محققان دانشگاه میشیگان درازترین مار بوآ ۱۳ فوت (۴ متر) و وزن آن حداکثر تا ۱۰۰ پوند (۴۵٫۳ کیلوگرم) ثبت شده‌است. در دو گونه بوآی کانستریکتور و بوآی امپراتور، جانور ماده بالغ از ۶ تا ۸ فوت طول و جنس نر آن از ۵ تا ۷ فوت طول دارد. بوآی بالغ می‌تواند از یک خرگوش، گراز، گوزن یا حتی دیگر مارها و سایر پستانداران و جوندگان بزرگ تغذیه کند و حتی گزارش شده که یک کیمن سیاه را شکار کند و ببلعد.

## پراکندگی
بوآها از شمال مکزیک، تا آمریکای مرکزی و کشورهای بلیز، گواتمالا، هندوراس، السالوادور، نیکاراگوئه، کاستاریکا، پاناما و در آمریکای جنوبی، در شمال مدار ۳۵ درجه جنوبی در کشورهای کلمبیا، اکوادور، پرو، ونزوئلا، گویان، سورینام، برزیل، اروگوئه، بولیوی، گویان فرانسه و آرژانتین پراکندگی دارند. همچنین یک گونه بوآ در آنتیل کوچک، دومینیکا، سنت لوسیا، جزیره پروویدنسیا و چندین جزیرهٔ دیگر در نزدیکی سواحل مکزیک، کارائیب و آمریکای مرکزی یافت می‌شوند.

## گونه‌ها
چهار گونهٔ شناسایی‌شده از خانوادهٔ بوآها عبارت‌اند از:
بوآی کانستریکتور (Boa constrictor)
بوآی امپراتور یا بوآی آمریکای مرکزی (Boa imperator)
بوآی نبولوسا یا بوآی دومینیکن (Boa nebulosa)
بوآی اوروفیاس یا بوآی سنت‌لوسیا (Boa orophias)
این گونه‌ها دارای چندین زیرگونه شناسایی‌شده هستند.